# Jungholtz
Jungholtz – miejscowość i gmina we Francji, w regionie Grand Est, w departamencie Górny Ren.
Według danych na rok 1990 gminę zamieszkiwało 677 osób, 169 os./km².